# Aglaia rubrivenia
Aglaia rubrivenia là một loài thực vật]] thuộc họ Meliaceae. Loài này có ở Papua New Guinea và quần đảo Solomon.